# 小行星1292
小行星1292（1292 Luce）是一颗围绕太阳公转的小行星。1933年9月17日，費爾南德·里戈在于克勒发现了此天体。
該小行星以里戈的妻子盧斯（Luce）命名。
这颗小行星的绝对星等为243.0448414358782等。